# .ss
.ss je vrhovna internetska domena Južnoga Sudana. Domena je uspostavljena 10. kolovoza 2011. godine prema kodu ISO 3166-1 alpha-2, a službeno je registrirana 31. kolovoza 2011.
Mnogi su bili protiv te oznake, jer je podsjećala na oznaku Schutzstaffela, vojne organizacije Trećeg Reicha.
Prije stjecanja neovisnosti Južni Sudan, tada u sastavu Sudana, je koristio internetsku domenu .sd. 

## Vanjske poveznice
- IANA database entry